# Hiiu staadion
O Hiiu staadion (Estádio Hiiu) é um estádio multi-uso localizado na cidade de Tallinn, Estônia. Atualmente o estádio recebe as partidas de futebol do JK Nõmme Kalju. O estádio tem capacidade para 500 pessoas e foi fundado em 1923.